# Stieg Larsson
Karl Stig-Erland "Stieg" Larsson (/stiːɡ ˈlɑrsən/, (Skelleftehamn, 15 de agosto de 1954 – Estocolmo, 9 de novembro de 2004), mais conhecido como Stieg Larsson, foi um jornalista e escritor sueco, famoso pela trilogia policial Millennium, livros publicados postumamente, após a morte súbita de Stieg, em 2004. A trilogia foi um sucesso de crítica e de público em todos os países em que foi lançada. No seu país de origem, Suécia, uma em cada quatro pessoas leu pelo menos um exemplar da série.
A trilogia foi adaptada em três filmes na Suécia e um nos Estados Unidos (apenas do primeiro livro). A editora então encomendou uma expansão da trilogia ao escritor David Lagercrantz, totalizando seis livros. Foi o segundo autor mais bem-vendido no mundo em 2008, atrás apenas de Khaled Hosseini, após o sucesso da tradução de seu primeiro livro, The Girl With the Dragon Tattoo. O último livro da trilogia, The Girl Who Kicked the Hornets' Nest, tornou-se um sucesso nos Estados Unidos, em 2010. Em março de 2015, a série vendeu mais de 80 milhões de cópias pelo mundo.
Stieg Larsson foi um dos mais influentes jornalistas e ativistas políticos suecos. Trabalhou na destacada agência de notícias TT. À frente da revista Expo, fundada por ele, denunciou organizações neofascistas e racistas. É co-autor de Extremhögern, livro sobre a extrema direita em seu país.

## Biografia
Stieg Larsson nasceu em 15 de agosto de 1954, como Karl Stig-Erland Larsson, em Skelleftehamn. Seu pai e seu avô materno trabalhavam na fundição local. Sofrendo de envenenamento por arsênico, seu pai se demitiu e a família se mudou para Estocolmo. A família vivia em condições difíceis e decidiram deixar o Stieg, de apenas um ano para trás. Até os 9 anos, ele morou com seus avós em uma pequena cabana no interior, perto da vila de Bjursele, na comuna de Norsjö. Ele estudou na escola da vila e costumava esquiar até chegar lá durante os longos invernos suecos, época que ele lembrava de ter sido muito boa de se viver.
Stieg Larsson não gostava do movimento ambiente urbano da cidade de Umeå, para onde ele se mudou para morar com os pais depois que seu avô, Severin Boström, morreu de infarto aos 50 anos. Larsson se formou na escola secundária em 1972 então se candidatou a uma vaga na Joint Colleges of Journalism, em Estocolmo, mas não passou no exame de admissão. Em 1974, Larsson foi convocado pelo Exército devido à lei de alistamento militar e serviu 16 meses de serviço obrigatório, treinando com morteiros na unidade de infantaria em Kalmar. Sua mãe, Vivianne, morreu em 1991, devido a complicações relacionados a um câncer de mama e a um aneurisma.

## Escrita
Em seu aniversário de 12 anos, Larsson ganhou de seus pais uma máquina de escrever. Inicialmente, seus trabalhos não eram thrillers de investigação, mas sim de ficção científica. Ávido leitor desde a infância, ele se tornou ativo no fandom da ficção científica sueco por volta de 1971. Junto de Rune Forsgren, ele editou o fanzine Sfären, em 1972, ano em que participou de sua primeira convencção do gênero, na capital. Foram cerca de 30 fanzines durante a década de 1970. Quando se mudou para Estocolmo, ele se tornou ativo na Scandinavian SF Society, na qual foi membro em 1978, 1979 e presidente em 1980.
Em seus primeiros fanzines, entre 1972-1974, ele publicou vários contos de ficção científica, tendo submetido outros em revistas amadoras e semiprofissionais. Foi co-editor ou editor de vários outros fanzines e presidente do maior fã-clube de ficção científica da Suécia, o Skandinavisk Förening för Science Fiction.

## Ativismo e jornalismo
Larsson também trabalhou como fotógrafo e foi quando se envolveu com o ativismo político de esquerda. Tornou-se membro do Socialistiska Partiet (Liga Comunista dos Trabalhadores). Foi também editor do periódico trotskista Fjärde internationalen e escrevia regularmente para o Internationalen, periódico do partido socialista. Em 1977, Larsson passou parte do ano na Eritreia, treinando um esquadrão feminino de guerrilha da Frente de Libertação do Povo Eritreu no uso de morteiros. Foi forçado a abandonar o treinamento depois de sofrer uma doença renal. De volta à Suécia, trabalhou como designer gráfico para uma das maiores agências de notícias do país, a Tidningarnas Telegrambyrå, entre 1977 e 1999.
Suas convicções políticas, bem como seu trabalho jornalístico, o levou a fundar a Swedish Expo Foundation, semelhante à British Searchlight Foundation, fundada para "reagir ao crescimento da extrema direita e à cultura da supremacia branca em escolas e entre os jovens". Quando não estava em seu trabalho na agência, ele pesquisava de maneira independente o extremismo da extrema-direita na Suécia. Em 1991, o material pesquisado virou seu primeiro livro, Extremhögern (A Extrema Direita). Larsson logo se tornaria fundamental na documentação e exposição da extrema direita e de organizações racistas no país.
Justamente por seu posicionamento político e por denunciar a extrema-direita, Larsson se tornou alvo de ameaças de morte ao longo de vários anos, mas não deixou de palestrar e debater a respeito por causa disso.

## Mudança de nome
O primeiro nome de Larsson, originalmente, é Stig, que é a pronúncia comum. Em seus 20 anos, ele mudou a grafia para não confundir com seu amigo Stig Larsson, poeta, escritor, dramaturgo, ator e diretor e que virou um autor de sucesso na Suécia após a morte de Stieg.

## Morte
Stieg Larsson morreu em 9 de novembro de 2004, em Estocolmo, após um infarto, aos 50 anos. Larsson resolveu subir sete lances de escada até ao seu escritório na sede da revista Expo, já que o elevador estava quebrado. Apesar de terem existido especulações sobre sua morte ter sido encomendada, a hipótese foi logo descartada. A dieta de Larsson consistia basicamente de café, cigarro e comida processada, sem contar o fato de haver casos de infartos fulminantes na família. Ele foi sepultado no cemitério da Igreja de Högalid, no distrito de Södermalm, na capital sueca.
Quando Larsson morreu, já tinha terminado a trilogia Millennium, que só começou a ser publicada no ano seguinte, e estava trabalhando em um quarto livro, com sua parceira  Eva Gabrielsson  sendo dona de um laptop com o manuscrito de 200 páginas sob o título de trabalho Guds hämnd (A Vingança de Deus), que ela declarou estar apenas 30% completo e não bom o suficiente para publicar. Ela disse que queria ter autoridade legal para poder decidir o que fazer com tal manuscrito, sendo impedida pelo fato que os direitos da obra de Larsson ficaram com a editora, já que ambos não eram casados e o testamento de Larsson foi declarado inválido pela falta de testemunhas. Um dos colegas de Larsson, Kurdo Baksi, disse que ele e o pai de Larsson viram um manuscrito para um quinto livro também na posse de Gabrielsson, que Baksi declarou ter "260 páginas – cerca de 70% completo", mas que não apoiava um escritor-fantasma ser chamado para completar.

## Publicações

### TrilogiaMillennium
- 2008: Os Homens que Não Amavam as Mulheres (Brasil) \ Os Homens que Odeiam as Mulheres (Portugal)
- 2009: A Menina que Brincava com Fogo (Brasil) \ A Rapariga que Sonhava com uma Lata de Gasolina e um Fósforo (Portugal)
- 2009: A Rainha do Castelo de Ar (Brasil) \ A Rainha no Palácio das Correntes de Ar (Portugal)
- Escrito por David Lagercrantz:
- 2015: A Rapariga Apanhada na Teia de Aranha (Portugal)
- 2017: O Homem que Perseguia a sua Sombra (Portugal)
- 2019: A Rapariga que Viveu Duas Vezes (Portugal)
- Escrito por Karin Smirnoff:
- 2023: A Rapariga nas Garras da Águia (Portugal)